# The Bottom
The Bottom est le chef-lieu de l'île néerlandaise de Saba, dans les Petites Antilles. C'est dans cette ville de moins de 500 habitants (soit environ un tiers de la population de l'île) que réside le Lieutenant-Gouverneur de Saba.
La ville est bâtie dans le fond d'un ancien cratère de volcan situé dans le quart sud-ouest de l'île. Elle est reliée à la mer par un escalier taillé dans le rocher appelé the Ladder qui compte près de 400 marches. La ville abrite la Saba University School of Medicine, une école de médecine qui abrite environ 250 étudiants, pour la plupart américains. Depuis 1958, une route relie The Bottom aux autres agglomérations de l'île.

## Patrimoine
- Le Musée Major Osman Ralph Simmons, fondé par le major Osmar Ralph Simmons, ancien policier sur l'île pendant plus de 40 ans, conserve et expose des objets qu'il a trouvés sur l'île.
- L'église du Sacré-Cœur, construite en 1877.
- L'église du Christ, construite en 1777.
- L'église wesleyenne de la sanctification, construite en 1919.